# Malta (Letland)
 For alternative betydninger, se Malta (flertydig). (Se også artikler, som begynder med Malta)
Malta er en landsby i Maltas landkommune i Rezeknes distrikt i Letland. Byen er centrum for Maltas landkommune. Byen har 2459 indbyggere(2015). Før 1936 hed Malta Borovaja. At byen hedder Malta har intet at gøre med landet Malta.
Den ældste bevarede bygning i Malta er en hestepoststation, som blev bygget i midten af det 19. århundrede.
Udover et museum har Malta også et gymnasium, en katolsk kirke og en russisk ortodoks kirke, et kulturhus samt et bibliotek.
56°20′50″N 27°09′52″Ø / 56.3472°N 27.1644°Ø